# LATAM Airlines Perú
LATAM Airlines Perú – peruwiańskie linie lotnicze, z siedzibą w Limie. Ma połączenia z 11 krajami. Głównym węzłem jest Port lotniczy Lima-Jorge Chávez. Należąca do holdingu chilijskiego LATAM Airlines Group, do 2016 funkcjonowała pod nazwą LAN Perú.

## Flota
- Airbus A319
- Boeing 767-300